# Айсин, Алям
Алям Хабибулович Айсин (тат. Аләм (Галләм) Хәбибулла улы Айсин; 17 февраля 1924, село Ключищи, Нижегородская губерния — 11 марта 1989, Москва) — участник Великой Отечественной войны, полный кавалер ордена Славы.

## Биография
Родился 17 февраля 1924 года в деревне Ключище (тат. Суыксу) ныне Краснооктябрьского района Нижегородской области в семье рабочего. Татарин. Окончил 4 класса. Работал токарем на станкостроительном заводе "Красный пролетарий" в Москве. Член ВКП(б)/КПСС с 1945 года.
В марте 1943 года Семеновским РВК Москвы призван в Красную Армию. В боях Великой Отечественной войны с августа 1943 года. Участвовал в форсировании Днепра, в боях за удержание плацдарма на правом берегу и освобождении правобережной Украины.
30 декабря 1943 года сапёр 121-го отдельного гвардейского сапёрного батальона гвардии красноармеец Айсин ведя разведку на танке Т-34 у села Скоморохи (Житомирская область), из личного оружия уничтожил 5 фашистских солдат и 1 офицера, произвёл минирование дорог.
Приказом от 22 января 1944 года гвардии красноармеец Айсин Алям награжден орденом Славы 3-й степени (№26173).
В составе своего батальона участвовал в боях за освобождение Польши и разгроме врага на территории Германии.
25 января 1945 года, действуя в районе город Глейвиц, ныне город Гливице (Польша), гвардии красноармеец Айсин действуя в составе разведывательного отряда, истребил 5 вражеских солдат и 4 взял в плен.
Приказом от 29 марта 1945 года гвардии красноармеец Айсин Алям награжден орденом Славы 2-й степени (№14549).
21 апреля 1945 года командир отделения гвардии младший сержант Айсин в бою близ населённого пункта Клаусдорф (Германия) нанёс большой урон группе немецких автоматчиков.
Указом Президиума Верховного Совета СССР от 27 июня 1945 года за образцовое выполнение заданий командования в боях с немецко-фашистскими захватчиками гвардии младший сержант Айсин Алям награждён орденом Славы 1-й степени (№257). Стал полным кавалером ордена Славы.
В феврале 1947 году старшина Айсин демобилизован. Жил в городе-герое Москве. Работал на заводе "Динамо", затем завхозом школы №73. 
Скончался 11 марта 1989 года. Похоронен на мусульманской части Кузьминского кладбища города Москвы. В селе Ключищи Краснооктябрьского района Нижегородской области ему установлен памятник.

## Награды
- Орден Славы 1 степени (27 июня 1945 — №257);[1]
- Орден Славы 2 степени (29 марта 1945 — №14549);[2]
- Орден Славы 3 степени (22 января 1944 — №26173);[3]
- Орден Отечественной войны 1 степени (1985).[4]
- Ряд прочих медалей.